# Alcool sanitar
Alcoolul sanitar este o soluție pe bază de alcool etilic 70%. Se utilizează pentru uz extern, acționând ca antiseptic față de bacterii. Timpul de contact minim recomandat este de 2 minute. 